# Roger Piantoni
Roger Piantoni (ur. 26 grudnia 1931 w Étain, zm. 26 maja 2018 w Nancy) – francuski piłkarz, napastnik. Brązowy medalista MŚ 58.
Profesjonalną karierę zaczynał w FC Nancy, gdzie grał w latach 1950–1957. W sezonach 1957–1964 był piłkarzem Stade de Reims, a w latach 1964–1966 OGC Nice. Największe sukcesy odnosił z Reims. W 1958, 1960 i 1962 był mistrzem Francji, a w następnym roku wraz z kolegami dotarł do finału Pucharu Europy. W pierwszej lidze francuskiej w 394 spotkaniach zdobył 203 bramki.
W reprezentacji Francji zagrał 37 razy i strzelił 18 bramkek. Debiutował 16 listopada 1952 w meczu z Irlandią, ostatni raz zagrał w 1961. Raz pełnił funkcję kapitana zespołu. Podczas MŚ 58 zagrał w 5 meczach i strzelił 3 gole.